# Substancja (filozofia)
Substancja (z łac. substantia „podstawa; rzecz; istota (rzeczy); majętność” od substare „trwać” od sub- „pod” i stare „stać”), potocznie coś – jedno z podstawowych pojęć metafizyki i współczesnej ontologii, występujące jednak przede wszystkim w metafizyce klasycznej. Wprowadzone przez Arystotelesa, który używał greckich nazw ousia („byt”) oraz to ti en einai („to, co jest”) i uznał ją za główną kategorię (łacińską po raz pierwszy posłużył się Cyceron). Pojęcie to nie jest jednoznaczne:
Substancja pierwsza Arystotelesa to:
1. każde konkretne indywiduum
2. każdy przedmiot, któremu przysługuje autonomiczne istnienie
3. to samo co substrat, czyli wspólne podłoże dla wielu różnych właściwości (akcydensów)

Substancja druga to:
1. inna nazwa istoty, splot takich cech przedmiotu, które wyznaczają jego gatunek (jego atrybutów, cech istotowych).
2. To, o czym wszystko może być orzekane, ale co samo nie może być orzekane o niczym innym

- Substancja w filozofii, a substancja w fizyce i chemii

Substancja znana w filozofii nie jest tożsama z materią czy substancją w fizyce, czy też substancją chemiczną.